# Christina Pickles
Christina Pickles (Halifax, 17 februari 1935) is een Brits-Amerikaanse actrice.
Haar acteercarrière begon ze in de soap Guiding Light in 1970 als Linell Conway, ze bleef bij de serie tot 1972. In 1977 nam ze opnieuw een soaprol aan, deze keer bij Another World waar ze 2 jaar bleef.
In 1982 begon ze aan haar rol van Nurse Helen Rosenthal in het hospitaal-drama St. Elsewhere, een rol die haar haar 4 Emmy-nominaties opleverde. Later had ze een bijrol als Judy Geller, de moeder van Ross en Monica in Friends. De actrice verscheen geregeld ten tonele in de 10 seizoenen van de serie en had altijd commentaar op Monica.
Ze speelde ook in vele films mee en maakte veel gastoptredens in series, onder andere Matlock, Murder, she wrote, Diagnosis Murder, Roseanne.